# Гарданов, Тарко-Хаджи

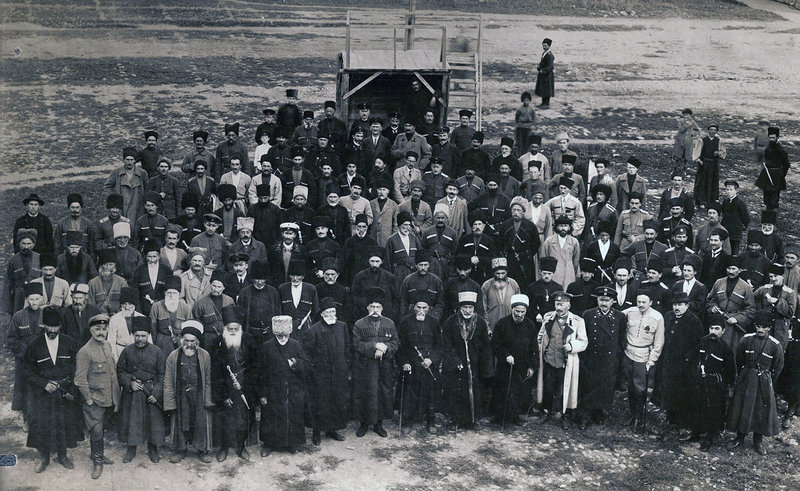
II съезд Союза горцев Северного Кавказа. Сентябрь 1917 года. Владикавказ. В первом ряду, восьмой справа, стоит Гарданов

Тарко-Хаджи Гарданов (ингуш. Гарданаькъан Тоаркхо-Хьажа; 1850, Сагопши — 1920, Сагопши), по прозвищу Красный шейх — ингушский богослов, политический и военный деятель, участник Гражданской войны.

## Биография
Гарданов вырос в семье родственников матери. В детстве родственники отдали его религиозную школу. После окончания школы Тарко совершил хадж. После возвращения Тарко-хаджи предпочитал жить своим трудом, а подношения односельчан велел отдавать сиротам и беднякам, чем снискал уважение земляков.
Смена государственной власти вовлекла Гарданова в политику. Выступая в мае 1918 года на III съезде народов Терека в Грозном, он сказал:
Вместо царя и бронированного кулака, мы, горцы, видим в лице России освободителей, которые разбили оковы рабства и дали возможность горцам получить обратно свои права.
В августе того же года ингушский отряд из жителей сёл Сагопши, Кескем и Пседах, во главе которого стоял Гарданов, участвовал в боях с бичераховцами, которые происходили во Владикавказе. По просьбе Серго Орджоникидзе отряд Гарданова защищал Алханчуртскую долину, чтобы помешать бичераховцам прорваться к Грозному и Владикавказу.
Осенью 1918 года бичераховцы попытались пройти через станицу Вознесеновскую, чтобы нанести удар по Сунженской Красной армии. Гарданов возглавил ополчение, и, несмотря на численное и техническое превосходство нападавших, прорыв нападавших не удался.
В конце 1919 года в регион вторглись войска Деникина. Под ударами превосходящих сил деникинцев отряд Гарданова отступал через Гамурзиево, Экажево и Сурхахи в Ведено, где присоединился к руководителю Северо-Кавказского эмирата Узун-Хаджи. После изгнания деникинцев из Чечено-Ингушетии отряд Гарданова вернулся в Сагопши. В 1920 году Гарданов скончался в родном селе.

## Память
Именем Гарданова названы улицы в Грозном (до 1967 года — Виноградная) и Малгобеке. В центре его родного села Сагопши ему был поставлен памятник. В 1942 году во время боёв близ села памятник был разрушен, но впоследствии восстановлен.

### На ингушском языке
- Гӏазданаькъан А. Мехка истори довзийтар дешархошта (ингуш.) // «Сердало»  / Керттера ред.: Курскенаькъан Х. — 2022. — 22 тов.